# Vlakte van de Raan (België)
De Vlakte van de Raan (of Vlakte van Raan) is een zandbank ongeveer 5 km uit de kust van België ter hoogte van Knokke-Heist. Een consortium van Electrabel en het baggerbedrijf Jan De Nul plande op deze zandbank een windmolenpark.
In 2002 verkreeg het consortium (Seanergy) een vergunning, maar door klachten van de bewoners van Knokke en van natuurverenigingen is deze vergunning in de zomer van 2005 opnieuw ingetrokken door de federale Regering-Verhofstadt II. De inwoners haalden aan dat het zicht op zee vanuit Knokke zou worden ontsierd. De natuurverenigingen haalden aan dat de Vlakte van de Raan samen met de Wenduinebank belangrijke rustplaatsen zijn voor de trekvogels op weg naar het zuiden.
In 2005 werd beslist om enkel de plannen voor windmolenparken op de Thorntonbank, de Blighbank en de Lodewijkbank verder te zetten. Nochtans zou volgens bepaalde studies het ophogen van de Vlakte van de Raan het gevaar op overstroming in Antwerpen en andere gebieden rond de Westerschelde kunnen verminderen als compensatie voor de uitdieping van de Westerschelde.